# Costantino Ruggieri
Costantino Ruggieri (né le 8 juin 1714 à Santarcangelo, Émilie-Romagne, Italie - mort le 11 novembre 1763 à Rome) est un philologue italien.

## Biographie
Costantino Ruggieri nait en 1714, à Santarcangelo di Romagna, près de Ravenne. Après avoir étudié le droit à Pérouse, il se rend auprès de son oncle, à Rome, pour y exercer la profession d’avocat, de laquelle il est bientôt dégoûté. Il lui préfère l’étude des antiquités et s’occupe surtout de celles du Moyen Âge qui ont un rapport à l’histoire ecclésiastique. L’amitié de Fontanini, les bibliothèques Ottoboni et Imperiali, dont il est successivement le conservateur, et ses innombrables recherches dans les archives de Rome, lui fournissent une collection importante de documents et d’anecdotes pour ses ouvrages. Un des plus importants est l’Histoire sacrée et profane de Bologne, écrite sur ordre de Benoît XIV et dont l’institut de cette ville achète le manuscrit après la mort de l’auteur. Appelé à diriger l’imprimerie de la Propagande, Ruggieri s’attache par reconnaissance à la personne du cardinal Spinelli, qui est à la tête de cette congrégation. À la mort de son protecteur, il se croit sans appui, en butte à ses ennemis et victime de leurs persécutions : son esprit en est dérangé à tel point qu’un jour, s’étant saisi d’un pistolet, il met fin à son existence. Il meurt à Rome, le 11 novembre 1766.

## Œuvres
- De Portuensi sancti Hippolyti episcopi et martyris sede, Rome. L’auteur composa cette dissertation pour témoigner sa reconnaissance au cardinal Ottoboni, évêque de Porto, qui venait de lui confier la direction de sa bibliothèque. L’édition fut interrompue, faute de moyens pécuniaires, à la page 80, et les cinq feuilles imprimées furent détruites presque en totalité : on n’en connaît que cinq exemplaires.
- Disquisitio de Albanensi sancti Innocentii I patria, ibid. ;
- De rebus gestis B. Gregorii X, pontificis ;
- Disquisitio de Arnaldo de Fangeriis, Petro Gomesii, Bertrando de Deucio, episcopis Sabin., dans le tome 20 de la Raccolta Calogeriana ;
- Testimonia de B. Nicolao Albergato, episcopo Bononiensi, Rome, 1744 ; réimprimé parmi les œuvres de Benoît XIV, par ordre duquel l’auteur l’avait écrit ;
- Dissertationes III de ecclesiastica hierarchia, et I de arcani disciplina. Ces discours furent composés pour l’académie ecclésiastique, qui se rassemblait chaque semaine dans le palais du Quirinal, en présence du même pontife.
- Osservazioni critiche sopra il monistero di santa Maria VALLIS JOSAPHAT, nella diocesi di Cosenza, écrites par ordre du cardinal Spinelli, ancien archevêque de Naples ;
- Dissertazione intorno al monistero di Brusfeld, nello stato di Brunswick, à la demande du même cardinal ;
- Relazione dell’origine, regolamento e stato presente della stamperia di Propaganda. L’auteur composa cet ouvrage d’après les décrets de la congrégation, les mémoires de Mgr Ingoli, qui en fut le fondateur, et d’autres monuments authentiques.
- De peculiari quodam Isidis sistro, deque Anubis sphæra, ibid. ;
- Memoria di fatto circa il corso de’ Maltesi contro gl’infedeli, ibid. Le but de cet ouvrage est de prouver qu’en aucun temps il n’a été permis aux Maltais d’attaquer les bâtiments chrétiens d’Orient, quoique appartenant aux Églises schismatiques, ni d’arborer le drapeau de leur grand maître ou d’autres princes étrangers.
- Osservazioni sopra l’uso e la forma degli ombrelli, appresso gli antichi, tanto gentili che christiani, ibid. On y répond à un autre ouvrage sur le même sujet (De umbellæ gestatione) du P. Paciaudi, auquel ces remarques sont adressées.
- Dissertazione critica circa il numero e l’autenticità degli atti di santa Barbara, etc. On y recherche la patrie de cette sainte, ainsi que le lieu et le temps de son martyre, d’après deux manuscrits des bibliothèques Vallicelliane et Casanatense.
- Regesti instrumentorum monasterii SS. Andreæ et Gregori in Clivo Scauri, Rome, 1753. Mittarelli et Costadoni rapportent une partie de ces chartes dans leur grand ouvrage (Camaldulensium Annalium, t. 1er, liv. 2).
- Notizie antiche della cita d’Ancona. L’auteur y donne l’explication de plusieurs anciens monuments.
- Dell’autorità e valore de’ dialoghi di S. Gregorio magno ;
- Metodo facile per fare utilmente le occorrenti ricerche negli archivj di Roma.

On trouvera le titre de quelques autres ouvrages du même auteur moins importants, et dont plusieurs ont été imprimés sous le faux nom de Niceta Alethofilo, dans Amaduzzi, Commentarius in vitam Constantini Ruggerii, au tome 20 de la Nuova Raccolta Calogeriana.

## Sources
- « Ruggieri (Constantin) », dans Louis-Gabriel Michaud, Biographie universelle ancienne et moderne : histoire par ordre alphabétique de la vie publique et privée de tous les hommes avec la collaboration de plus de 300 savants et littérateurs français ou étrangers, 2e édition, 1843-1865 [détail de l’édition]